# جيريمي براون
جيريمي براون (بالإنجليزية: Jeremy Brown)‏ (16 أبريل 1977 بنيوزيلندا - ) هو لاعب كرة قدم نيوزلندي في مركز الوسط. شارك مع منتخب نيوزيلندا لكرة القدم. أما مع النوادي، فقد لعب مع Red Sox Manawatu ‏.

## وصلات خارجية
- جيريمي براون على موقع قاعدة بيانات كرة القدم.إي يو (الإنجليزية)
- جيريمي براون على موقع ناشيونال فوتبول تيمز (الإنجليزية)